# Coppola
Coppola ist ein Familienname.

## Herkunft und Bedeutung
Coppola ist ein ursprünglich berufsbezogener italienischer Familienname, der einen Hersteller von coppolas, einer Art von Schiebermütze, benannte. Der Begriff kommt aus dem neapolitanischen Dialekt. Auch das häufige Tragen einer entsprechenden Mütze kann zur Benennung mit diesem Namen geführt haben. Erstmals ist der Name im 11. Jahrhundert im süditalienischen Amalfi nachgewiesen.

## Namensträger
- Alicia Coppola (* 1968), US-amerikanische Schauspielerin
- Anton Coppola (1917–2020), US-amerikanischer Musiker und Komponist
- August Coppola (1934–2009), US-amerikanischer Literaturprofessor
- Carmine Coppola (1910–1991), US-amerikanischer Musiker und Komponist
- Carmine Coppola (Fußballspieler) (* 1979), italienischer Fußballspieler
- Chris Coppola (* 1968), US-amerikanischer Schauspieler
- Claudia Coppola (* 1994), italienische Tennisspielerin
- Diego Coppola (* 2003), italienischer Fußballspieler
- Eleanor Coppola (1936–2024), US-amerikanische Filmemacherin
- Élodie Coppola (* 1983), französische Fußballschiedsrichterassistentin
- Ferdinando Coppola (* 1978), italienischer Fußballtorhüter
- Francesco Paolo Coppola (1898–1982), italienisch-US-amerikanischer Verbrecher
- Francis Ford Coppola (* 1939), US-amerikanischer Regisseur
- Franco Coppola (* 1957), katholischer Bischof
- Frank James Coppola (1944–1982), US-amerikanischer hingerichteter Mörder und Polizist, fünfter Hingerichteter seit Wiederaufnahme der Todesstrafe
- Gia Coppola (* 1987), US-amerikanische Regisseurin
- Giacomo Coppola, italienischer Sänger und Kapellmeister in Rom (Santa Maria Maggiore) zur Zeit der Renaissance (16. Jhd.)
- Gian-Carlo Coppola (1963–1986), US-amerikanischer Filmschauspieler und Filmproduzent
- Giovanni Andrea Coppola (1597–1659), italienischer Maler
- Horacio Coppola (1906–2012), argentinischer Fotograf
- Imani Coppola (* 1978), US-amerikanische Popsängerin und Rapperin
- John Coppola (1929–2015), US-amerikanischer Jazzmusiker
- Laurent Coppola (* 1966), französischer Schlagzeuger
- Michael Coppola (1900–1966), US-amerikanischer Gangster
- Nicolas Kim Coppola (* 1964), US-amerikanischer Schauspieler, siehe Nicolas Cage
- Pietro Antonio Coppola (1793–1876), italienischer Komponist und Dirigent
- Roman Coppola (* 1965), US-amerikanischer Regisseur
- Sam Coppola (1932–2012), US-amerikanischer Schauspieler
- Sofia Coppola (* 1971), US-amerikanische Regisseurin und Schauspielerin
- Steven Coppola (* 1984), US-amerikanischer Ruderer
- Tom Coppola (1945–2023), US-amerikanischer Fusionmusiker